# Fürwald
Fürwald ist eine Ortschaft und eine Katastralgemeinde der Gemeinde Brunn an der Wild im Bezirk Horn in Niederösterreich.

## Geografie
Das Dorf befindet sich südlich von Brunn und ist über die Landesstraße L8032 erreichbar. Durch den Ort fließt ein linker Zufluss der Kleinen Taffa.

## Siedlungsentwicklung
Zum Jahreswechsel 1979/1980 befanden sich in der Katastralgemeinde Fürwald insgesamt 19 Bauflächen mit 15.616 m² und 12 Gärten auf 22.357 m², 1989/1990 gab es 24 Bauflächen. 1999/2000 war die Zahl der Bauflächen auf 50 angewachsen und 2009/2010 bestanden 20 Gebäude auf 42 Bauflächen.

## Geschichte
Laut Adressbuch von Österreich waren im Jahr 1938 in Fürwald ein Schneider und mehrere Landwirte ansässig.

## Bodennutzung
Die Katastralgemeinde ist landwirtschaftlich geprägt. 146 Hektar wurden zum Jahreswechsel 1979/1980 landwirtschaftlich genutzt und 3 Hektar waren forstwirtschaftlich geführte Waldflächen. 1999/2000 wurde auf 144 Hektar Landwirtschaft betrieben und 3 Hektar waren als forstwirtschaftlich genutzte Flächen ausgewiesen. Ende 2018 waren 139 Hektar als landwirtschaftliche Flächen genutzt und Forstwirtschaft wurde auf 5 Hektar betrieben. Die durchschnittliche Bodenklimazahl von Fürwald beträgt 44,3 (Stand 2010).